# Ortahisar, Ürgüp
Ortahisar là một thị trấn thuộc huyện Ürgüp, tỉnh Nevşehir, Thổ Nhĩ Kỳ. Dân số thời điểm năm 2011 là 3.617 người.